# Burovaia Rudni
Burovaia Rudni (en rus: Буровая Рудный) és un poble de l'óblast de Sakhalín, a l'Extrem Orient de Rússia, que en el cens del 2010 no tenia cap habitant.